# Antibiotikum-ellenállás

Az antibiotikum-ellenállás kifejlődésének sémája természetes kiválasztódás eredményeképpen. A néhány mutáns mikroba, melyekre nem hatott az antibiotikum, tovább szaporodnak

Antibiotikum-ellenállás (vagy -rezisztencia) a baktériumok azon tulajdonsága, hogy az antibiotikumok károsító hatására nem vagy csak kevéssé érzékenyek. Egyes mikrobákra sosem voltak hatással a különféle antibiotikumok (természetes vagy elsődleges ellenállás), míg más baktériumok a természetes kiválasztódás következtében válnak ellenállóvá a gyógyszerekkel szemben (szerzett vagy másodlagos ellenállás). Ez utóbbi jelenség csöppet sem számít ritkaságnak; a kórokozók és a gyógyszergyártók között folyamatos verseny zajlik. Az úgynevezett kórházi fertőzések kórokozói különösen hírhedtek nagyfokú ellenállásukról; az általuk okozott betegségek nehezen kezelhetők, hiszen a leggyakrabban használt gyógyszerek hatástalanok rájuk nézve.

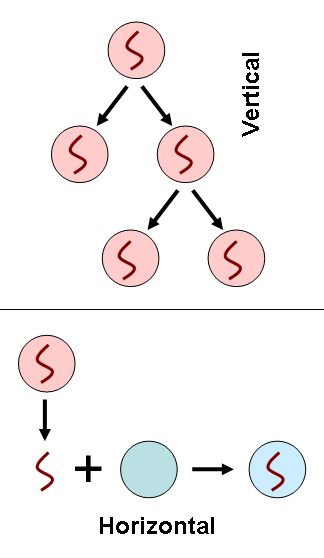
A mutáns gén átvitele szaporodás útján illetve horizontálisan

A szerzett rezisztencia alapja a mutáció: a megváltozott gén megváltozott fehérjét kódol, mely különféle módszerekkel végső soron az antibiotikum hatástalanságát okozza. A mutáns baktérium egyrészt továbbörökíti ellenálló-képességét az utódjainak, másrészt lehetőség van a baktériumok közötti horizontális génátvitelre is.

## Kialakulása
Sok kórokozó mikroorganizmusnak nagyon rövid a generációs ideje; 20-30 perc alatt képesek megduplázni a súlyukat, ezért minden előnyös mutáció gyorsan rögzül. Ezt tovább erősíti a baktériumok közötti horizontális génátvitel, ugyanis képesek DNS-szakaszokat továbbítani akár még fejlődéstörténetileg nagyon távol álló fajok között is. A lemásolt DNS-szakaszok származhatnak a kromoszómából, a plazmidokból, az integronokból vagy a transzpozonokból is.
Egyes antibiotikumok ellen gyorsabban alakul ki rezisztencia, mint mások ellen. Például könnyű a makrolidok ellen védekezni, mivel csak egy enzimet, a transzlokázt gátolja. Ha ez mutálódik, akkor a makrolidok nem hatnak többé. Éppen ezért egyre gyakoribb a makrolidok elleni rezisztencia, habár csak az 1990-es évek óta használják őket. Ellenben a penicillin hat különböző fehérjét támad, és még ma is jól használható, pedig az 1940-es években fedezték fel.
A több különböző hatóanyag erősíti a gyógyszerek együttes hatását, és csökkenti az ellenálló-képesség kialakulásának valószínűségét. Érdemes úgy összeválogatni az antibiotikumokat, hogy ugyanazt az anyagcsereutat gátolják, de különböző helyeken. Ezért társítják a szulfonamidokat más folsavantagonistákkal.

## Okai

### Mérlegelés nélküli használat
A fontos okok egyike az antibiotikumok mérlegelés nélküli használata. Például a hörghurutot az esetek 95%-ában vírusok okozzák, és csak 5% vezethető vissza bakteriális fertőzésre, ezért ha a beteg mérlegelés nélkül kap antibiotikumot, akkor az legtöbbször nem használ. Ha ez általános gyakorlat, akkor alkalmat teremt az ellenállás kialakulására, és ha valóban szükség lenne rájuk, akkor az antibiotikumok már nem hatnak.
Ha baktérium okozta a fertőzést, akkor az antibiotikumokat a megszabott rend szerint és a megszabott ideig kell szedni. A kevés vagy túl rövid ideig szedett antibiotikumok nem pusztítják el az összes baktériumot, így a túlélők továbbadhatják a rezisztenciagéneket. Erre leginkább éppen a kórházakban van lehetőség, ahol az egyes baktériumtörzsek tagjai találkozhatnak egymással. Ez segíti az ellenálló-képesség kialakulását és terjedését.
Egy további kritikus pont, hogy a szervezet nem bontja le eléggé az antibiotikumokat, így a szennyvízben élő baktériumoknál rezisztencia alakul ki a szelekciós nyomás miatt.

### Az állattenyésztésben
A rezisztencia kialakulásának egy másik oka az antibiotikumok megelőző jellegű használata az állattenyésztésben. Szokták még növekedésserkentőként is alkalmazni őket. Lester A. Mitscher szerint az összes megtermelt antibiotikum fele ezekre a célokra megy el. Sok európai ország betiltotta ezt a gyakorlatot az 1990-es években. Ezzel ugyan csökkent az ellenálló-képesség kialakulásának esélye, de máig aggodalomra ad okot annak terjedése. A szerves trágyával a baktériumok a földekre kerültek, ennek következtében megnőtt a földben élő rezisztens baktériumok száma. Egyes jelek arra mutatnak, hogy a rezisztenciagének cseréje felgyorsult. A földdel szennyezett növényekkel az ellenálló baktériumok az emberi tápcsatornába kerülhetnek.
2006 óta tilos antibiotikumokat használni teljesítményfokozóként és növekedésserkentőként az Európai Unióban. A fertőzéseket azonban továbbra is lehet antibiotikumokkal kezelni, de a kezelés után meg kell várni a vágással, amíg lebomlanak. Mindazonáltal a nyers tojás és a félig nyers hús fogyasztása még mindig a fertőzés kockázatával jár.

## Mérése
Az ellenállóképességet standardizált és automatikus módszerekkel mérik. A mérés után a kimutatott csírákat betűkkel jelölik: S érzékeny (szenzitív), I köztes, R rezisztens. Azért végzik ezt a felmérést, hogy utána célzott antibiotikumos terápiát végezhessenek.
Alapvetően háromféle módszer létezik erre: a direkt tenyésztés, a biokémiai-immunológiai módszerek és a genetikai módszerek.
Direkt tenyésztéskor kenetet vesznek, és üvegben, tápfolyadékban, vagy sejtkultúrában tenyésztik. Többnyire ez a legolcsóbb és legegyszerűbb módszer. Vannak azonban olyan organizmusok, amik lassan nőnek, így ezeknél a direkt tenyésztés túl időigényes. Ilyenek például a mikobaktériumok.
Az immunológiai módszerek indirekt úton, az ellenanyagok alapján következtetnek a kórokozóra. Így felmérhető az is, hogy jelen vannak-e a rezisztenciát okozó anyagok, mivel antitestek képződnek ellenük. Legismertebbek az ELISA és a western blot.
A genetikai módszerek a kórokozó örökítőanyagát vizsgálják. Ez a legpontosabb, de egyben a legköltségesebb módszer, mivel sokba kerül, drága műszerek kellenek hozzá, és sokszor túl sokáig tart. Mindamellett ez is adhat hamis pozitív eredményt, mivel ha jelen van egy rezisztenciagén, akkor nem biztos, hogy ki is fejeződik.

## Eredete
Az ellenálló-képesség eredet szerint így osztályozható:
- elsődleges rezisztencia: egy bizonyos faj, vagy alfaj eleve nem érzékeny az adott szerre. Azok a fajok, amik antibiotikumot állítanak elő, rendszerint ellenállóak a saját maguk által termelt antibiotikumokkal szemben.
- másodlagos, vagy szerzett rezisztencia: egy kezdetben hatásos antibiotikum elveszti a hatását az adott baktériummal szemben. Lehet mutáció, vagy átvitel eredménye.

- mutáció eredményeként kialakult ellenálló-képesség: a mutáció valószínűsége a genomban 10-7 nagyságrendű, ez azonban ugrásszerűen megnőhet, ha különböző tényezők gátolják a javító mechanizmusokat, így megnő a kedvező mutációk száma is. Az antibiotikumok által kifejtett szelekciós nyomás miatt az ellenálló-képesség gyorsan rögzül.
- az ellenálló-képesség megszerzése génátvitellel: a baktériumok transzformációval, transzdukcióval és konjugációval géneket tudnak cserélni, amely gének a plazmidokról, a transzpozonokról és az integronokból származnak. A csere különböző fajhoz tartozó baktériumok között is megtörténhet. Így a rezisztencia is megszerezhető.

## Módjai
Az alkalmazott antibiotikum hatása többféleképpen is kivédhető, vagy legalábbis csökkenthető.

### Alternatív fehérjék
Az alternatív fehérjék képesek ugyanazt a feladatot elvégezni, mint a blokkolt eredeti. Például a penicillin kötőfehérje (PBP) a murein szintéziséhez kell. A β-laktám-antibiotikumok kiütik az eredeti PBP-t, de a mutáns PBP-kre már nem hat. Ilyen például a meticillinnek ellenálló Staphylococcus aureus PBP2a fehérjéje.

### Inaktiváló fehérjék
A baktérium olyan fehérjéket termel, amik hatástalanítják az antibiotikumot. Ismert példák a β-laktamázok. Ezek hidrolizálják a β-laktámot, így az antibiotikum már nem tud a célfehérjéhez, a PBP-hez kapcsolódni. A rezisztens Escherichia colinál ez a ESBL (extended spectrum beta lactamases), ami több β-laktámot tartalmazó antibiotikumot is képes megtámadni, mint a penicillint, és a cephalosporint.

### Célmutációk
A célfehérjék mutálódnak, így az antibiotikum már nem képes hatni rájuk. Így sok vancomycinrezisztens törzsben a murein módosulása miatt a D-alanin/D-alanin kapcsolat helyett D-alanin/D-laktám kötés jön létre. Ezzel az antibiotikum nem oda kapcsolódik, ahova kellene, így elveszti a hatását.

### Transzláció és transzkripció utáni módosulás
Hogyha egy antibiotikum a célfehérje egy bizonyos régiójához kapcsolódik, akkor a transzláció és a transzkripció utáni apróbb módosulások miatt a kötés gyengébbé válhat, vagy akár meg is szűnhet. Egy sztreptomicin elleni védekezőmechanizmusban a riboszomális S12 fehérje egy aszparaginsav maradékának módosulásán alapul.

### Csökkent felvétel
A sejtfal megváltozása miatt az antibiotikum többé már nem vagy csak csökkent mértékben képes átjutni a sejtfalon. Ismert példa a mikobaktériumok saválló sejtfala. Ez sok antibiotikum és toxin ellen nyújt védelmet.

### Efflux-pumpák
Speciális transzportfehérjék kipumpálják a bejutott antibiotikumot, így elég alacsonyan tartják annak koncentrációját. Többféle transzporter is létezik, például az RND (Resistance-Nodulation-Cell Division), amiből az Escherichia coli hétféle változattal is rendelkezik.

### Túltermelés
Az antibiotikum által támadott fehérje túltermelődik, így ha az antibiotikum működésképtelenné teszi a molekulák egy részét, akkor még mindig marad elég működőképes molekula, így a baktérium továbbélhet. Így vezet a PBP túltermelése a béta-laktámok elleni rezisztenciához.

### Alternatív anyagcsereutak
Ha egy antibiotikum blokkol egy anyagcsereterméket, akkor az bizonyos körülmények között helyettesíthető lehet. A baktérium áttér egy másik anyagcsereútra, így többé nincs szüksége a blokkolt termékre. Így védekezik a Staphylococcus aureus a trihidrofoátot támadó trimethoprim ellen.

### Biofilmek
Ha elég sok a baktérium, akkor összegyűlnek és biofilmet hoznak létre. A biofilmek nyálkamátrixba ágyazott mikroorganizmusok együttese. A nyálka elszigeteli a baktériumokat a külvilágtól, és a közelség miatt megkönnyíti a rezisztenciagének átadását. A biofilmek kialakulását a baktériumok kommunikációjának megzavarásával igyekeznek megakadályozni.

### Célzott mutációk
Bizonyos tényezők hatására romolhat a DNS-polimeráz javítómechanizmusa, ezzel megugrik a mutációs ráta. Egy Escherichia coli törzsben a lexA mutációs tényező kiütésével sikerült megakadályozni a ciprofloxacin elleni rezisztencia kialakulását.

### Behatolás a sejtekbe
A Staphylococcus aureus in vitro modelljében kimutatták, hogy a baktériumok behatolhatnak a tüdő nyálkahártyájába, és ott tovább élhetnek nyugalmi állapotban, megváltozott génaktivitással. Csak a gazdasejt elpusztulásával szabadulnak ki és aktiválódnak az addig védett baktériumok. A modellben az antibiotikumok négy nap alatt végeztek a legtöbb sejttel, de még két hét múlva is ki lehetett mutatni élő mikrobákat. Ez a mechanizmus felelőssé tehető a visszatérő és krónikus fertőzésekért.

## Előfordulása
Az Amerikai Egyesült Államokban a kórházakban felszedett fertőző csírák 70%-a ellenálló legalább egy antibiotikummal szemben. A baktériumok gyakran multirezisztensek, vagyis több antibiotikummal szemben is ellenállnak. Ilyenek például a meticillin-rezisztens Staphylococcus aureus, a Pseudomonas fajok, az Escherichia coli, és a Mycobacterium tuberculosis. A Centers for Disease Control and Prevention szerint 2004-ben a kórházakban két millió fertőzés és 90 ezer haláleset történt.
Nagy-Britanniában és Írországban 1992-ben 51-en haltak meg rezisztens baktériumok által okozott fertőzésekben, 2002-ben 800-an. Svédországban, Hollandiában, Dániában és Norvégiában kevéssé tűnnek ki, mivel ott jobban meggondolják az antibiotikumok felírását.
Különösen esendőek az immunhiányos betegek, a szervátültetettek, a HIV fertőzöttek és a súlyos betegek. A szervátültetetteknek ugyanis mesterségesen legyengítik az immunrendszerét, hogy ezzel védjék az átültetett szervet. 2005-ben hárommillióan fertőződtek meg rezisztens baktériumokkal Európában, és közülük 50 ezren meg is haltak.
A harmadik világban a fertőző betegségek halálozási aránya az AIDS-et is beleszámítva 55%. Mivel ezek az országok nem tudják megfizetni a drágább antibiotikumokat, ezért gyorsan kialakul a rezisztencia.